# (8340) Mumma
(8340) Mumma est un astéroïde de la ceinture principale.

## Description
(8340) Mumma est un astéroïde de la ceinture principale. Il fut découvert le 15 octobre 1985 à la station Anderson Mesa par Edward L. G. Bowell. Il présente une orbite caractérisée par un demi-grand axe de 2,97 UA, une excentricité de 0,01 et une inclinaison de 8,3° par rapport à l'écliptique.

## Compléments